# Citizen Cup 1994
Citizen Cup 1994 — жіночий тенісний турнір, що проходив на відкритих кортах з ґрунтовим покриттям. Це був восьмий за ліком Citizen Cup. Належав до турнірів 2-ї категорії в рамках Туру WTA 1994. Відбувся з 25 квітня до 1 травня 1994 року в Am Rothenbaum у Гамбургу (Німеччина). Друга сіяна Аранча Санчес Вікаріо здобула титул в одиночному розряді й отримала 80 тис. доларів США.

## Учасниці

### Сіяні пари
| Країна    | Гравчиня              | Сіяна |
| --------- | --------------------- | ----- |
| Німеччина | Штеффі Граф           | 1     |
| Іспанія   | Аранча Санчес Вікаріо | 2     |
| Чехія     | Яна Новотна           | 3     |
| Німеччина | Анке Губер            | 4     |
| Болгарія  | Магдалена Малеєва     | 5     |
| Німеччина | Забіне Гак            | 6     |
| Україна   | Наталія Медведєва     | 7     |
| Болгарія  | Катарина Малеєва      | 8     |

## Переможниці та фіналістки

### Одиночний розряд
Аранча Санчес Вікаріо —  Штеффі Граф 4–6, 7–6(7–3), 7–6(8–6)
- Для Санчес Вікаріо це був третій тилул за сезон і 15-й — за кар'єру.

### Парний розряд
Яна Новотна /  Аранча Санчес Вікаріо —  Манюкова Євгенія Олександрівна /  Лейла Месхі, 6–4, 6–2